# Châteauneuf-Grasse
Châteauneuf-Grasse (Occitaans: Castèunòu de Grassa) is een gemeente in het Franse departement Alpes-Maritimes (regio Provence-Alpes-Côte d'Azur). De plaats maakt deel uit van het arrondissement Grasse. Châteauneuf-Grasse telde op 1 januari 2022 3.765 inwoners.

## Geografie
De oppervlakte van Châteauneuf-Grasse bedroeg op 1 januari 2022 8,95 vierkante kilometer; de bevolkingsdichtheid was toen 420,7 inwoners per km².
De onderstaande kaart toont de ligging van Châteauneuf-Grasse met de belangrijkste infrastructuur en aangrenzende gemeenten.

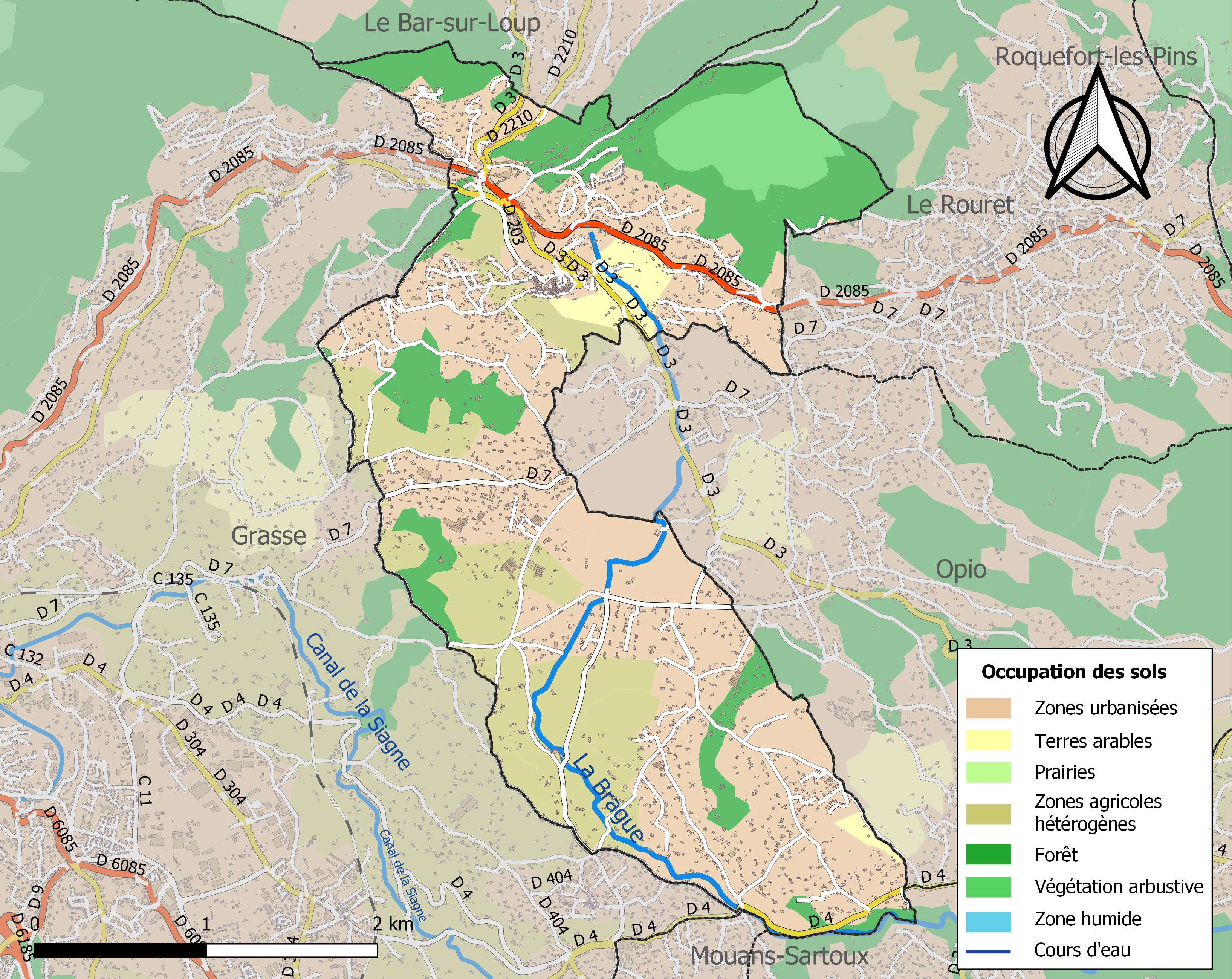

## Demografie
Onderstaande figuur toont het verloop van het inwonertal (bron: INSEE-tellingen).
Vanwege een beveiligingsprobleem met de MediaWiki Graph-software is het momenteel niet mogelijk deze grafiek weer te geven. Zodra de software is bijgewerkt zal de grafiek vanzelf weer zichtbaar worden.

## Afbeeldingen

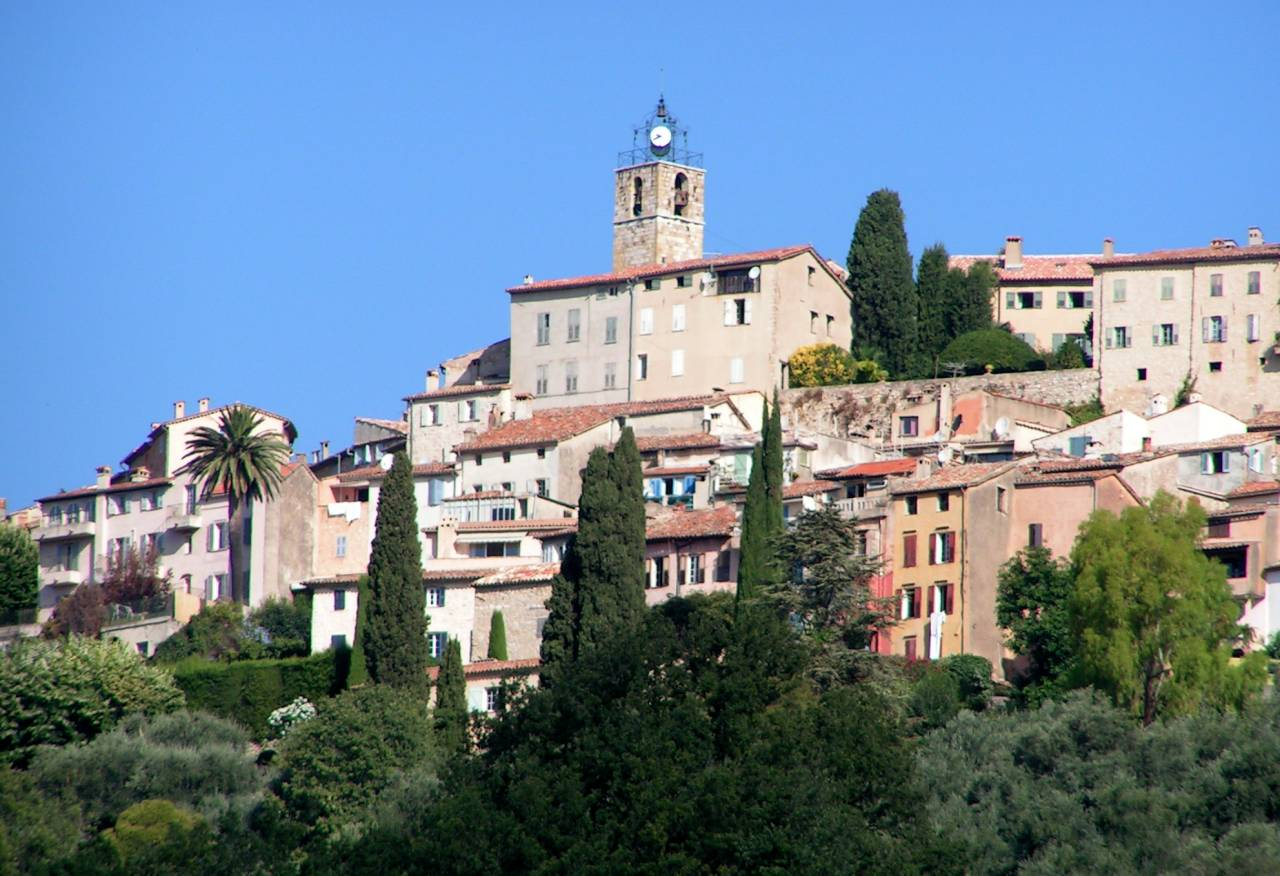
Uitzicht op de stad

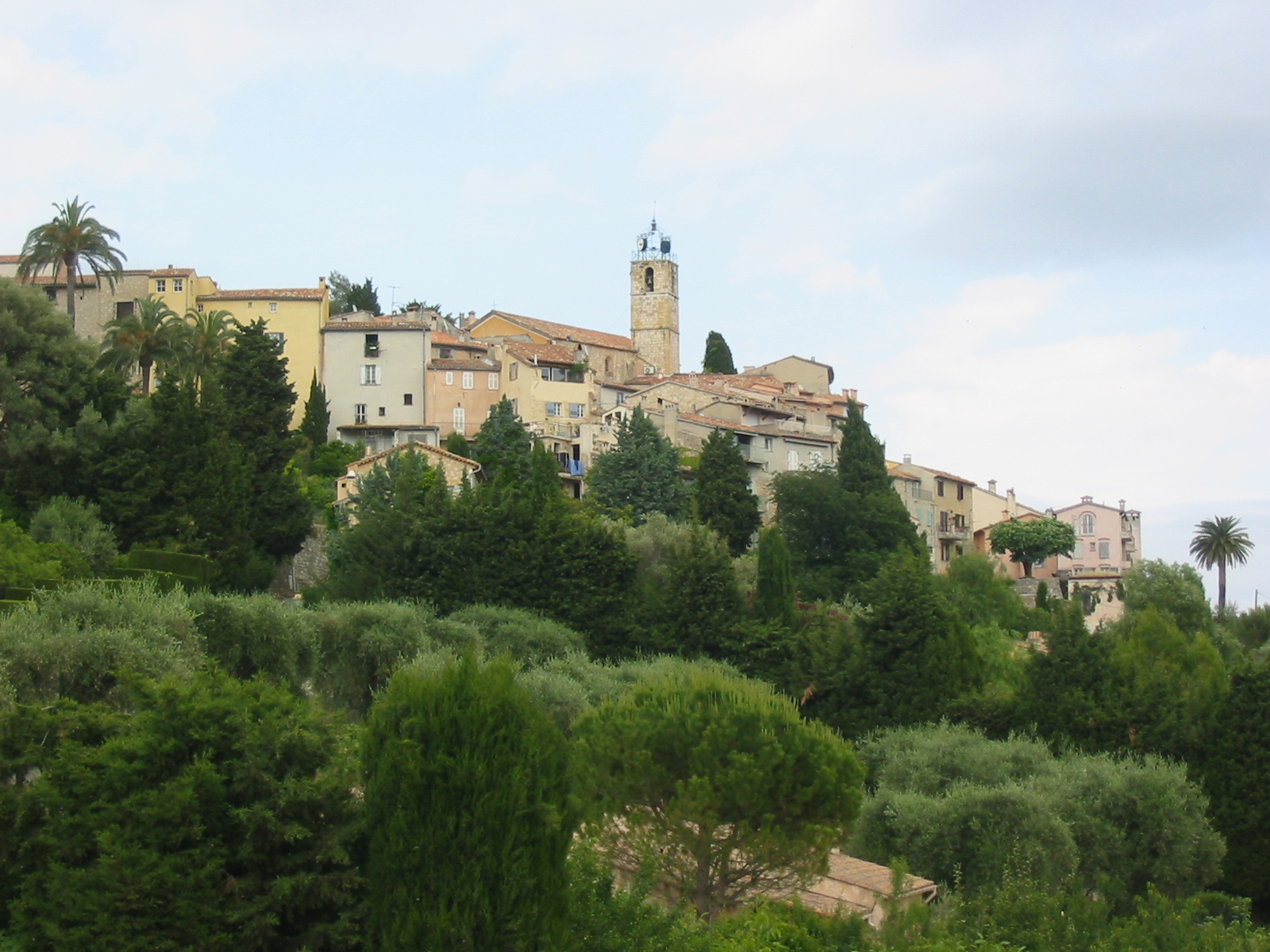
Andere hoek

## Varia
De koninklijke familie van België heeft er een buitenverblijf.